# 293909 Matterhorn
293909 Matterhorn este o planetă minoră (asteroid) din centura de asteroizi. A fost descoperită pe 16 septembrie 2007 la  de Stefan Karge⁠(d). 
Obiectul prezintă o orbită caracterizată de o semiaxă mare de 2,918355133952 UAi, o excentricitate de 0,09, o înclinație de 11 ° în raport cu ecliptica.